# 神經母細胞瘤
神經母細胞瘤（neuroblastoma）是一種来源于未分化的交感神经节细胞恶性增殖所产生的癌症，属常见于儿童的实质性肿瘤，其恶性程度高，易转移至骨。
神經母細胞瘤常初发于一側肾上腺髓质或腹膜后，但可生长在交感神经节链中的任何位置，如頸部（颈交感神经节）、胸部（纵隔）、腹部、盆腔或脊髓中發展。症狀包括骨痛、腹部、頸部或胸部腫塊，或皮膚下無痛的藍色腫塊。
神經母細胞瘤可能是由於基因突變所造成的。尚未發現與環境因素的相關性。根據其組織病理切片進行診斷。有時懷孕時可透過超音波，在胎兒的身上檢查出來。當診斷出疾病時，癌症通常已經擴散。神經母細胞瘤可以根據兒童的年齡、癌症分期以及癌症之樣貌，分為低、中、高風險。
治療的結果取決於個人所處的風險群。處置包括觀察、手術、放射線治療、化學治療或幹細胞移植。低風險的嬰兒疾病通常觀察或透過手術即可獲得不錯的預後。在高危疾病中，儘管採取了積極的治療長期存活率仍不到40％。
神經母細胞瘤是嬰兒中最常見的癌症，繼白血病及腦癌之後，是第三常見的癌症疾病。約每7000個孩童就有一人罹患此病。有90%的案例發生在不到五歲的孩童，而在成人身上罕見。約有15%的癌症兒童是死於神經母細胞瘤。第一個案例是在19世紀發現的。

## 外部連結
- 中的“神經母細胞瘤”